# Конго на Светском првенству у атлетици у дворани 2016.
Конго је учествовао на Светском првенству у атлетици у дворани 2016. одржаном у Портланду (САД) од 17. до 20. марта једанаести пут. Репрезентацију Конга представљао је један атлетичар, који се такмичио у бацању кугле.,
На овом првенству такмичар Конга није освојио ниједну медаљу нити је остварио неки резултат.

## Учесници
Мушкарци:
- Франк Елемба — Бацање кугле

## Резултати

### Мушкарци
| Атлетичар    | Дисциплина   | Лични рекорд | Квалификација | Квалификација | Финале   | Финале  | Детаљи |
| Атлетичар    | Дисциплина   | Лични рекорд | Резултат      | Место         | Резултат | Место   | Детаљи |
| ------------ | ------------ | ------------ | ------------- | ------------- | -------- | ------- | ------ |
| Франк Елемба | Бацање кугле | 20,53 НР     |               |               | 19,34    | 17 / 19 |        |